# Лебрен, Алексис
Алексис Лебрен (фр. Alexis Lebrun; 27 августа 2003, Монпелье, Франция) — французский игрок в настольный теннис, чемпион Европы 2024 года в одиночном и парном разрядах, бронзовый призëр Олимпийских игр 2024 года в Париже в командном разряде, бронзовый призёр Чемпионата Европы по настольному теннису 2022 года в парном разряде, бронзовый призёр Чемпионата Европы по настольному теннису 2023 года в командном разряде, бронзовый призёр Европейских игр 2023 в одиночном и парном разрядах, призер чемпионатов мира, двукратный чемпион Франции в одиночном разряде.

## Спортивная карьера
Алексис Лебрен начал заниматься настольным теннисом, когда ему было три года. Его отец Стефан Лебрен был в свое время седьмым игроком Франции и чемпионом Франции по настольному теннису в парном разряде. Дядя Алексиса — Кристоф Легу — бывший член сборной Франции по настольному теннису, серебряный призёр чемпионата мира 1997 года в командном разряде, младший брат Алексиса — Феликс — также профессионально занимается настольным теннисом.
Алексис Лебрен впервые обратил на себя внимание в 2020 году, когда выиграл юношеский чемпионат Франции. Затем, в 2021 году он повторил этот свой успех, а в 2022 году он выиграл уже взрослый чемпионат Франции. В 2023 году Алексис снова становится чемпионом Франции, обыграв в финале своего брата Феликса.
Начиная с 2022 года Алексис поднялся более чем на 1000 позиций в мировом рейтинге настольного тенниса, а в апреле 2023 года сенсационно обыграл первую ракетку мира китайца Фань Чжэньдуна.
В 2024 году Алексис выиграл чемпионат Европы в одиночном разряде, а также в паре с братом Феликсом.
В феврале 2025 года Алексис впервые вошел в топ-10 мирового рейтинга ITTF.

## Игровой стиль
Алексис Лебрен правша, играет в атакующем стиле, использует оборудование фирмы «TIBHAR».